# Теорема Усова о геодезической
Теорема Усова о геодезической даёт точную оценку на вариацию поворота геодезической на графике выпуклой липшицевой функции.
Доказана Владимиром Владимировичем Усовым.
Доказательство использует лемму Либермана.

## Формулировка
Пусть {\displaystyle \Sigma \subset \mathbb {R} ^{3}} есть график выпуклой липшицевой функции {\displaystyle f\colon \mathbb {R} ^{2}\to \mathbb {R} } и {\displaystyle \gamma } есть геодезическая на {\displaystyle \Sigma }. Тогда вариация поворота {\displaystyle \gamma } не превосходит {\displaystyle 2\cdot L}, где {\displaystyle L} — липшицева константа {\displaystyle f}.

### Замечания
- Эта оценка достигается например для конуса {\displaystyle f=L\cdot {\sqrt {x^{2}+y^{2}}}}. Можно также сгладить функцию в окрестности нуля, получив таким образом гладкий пример с равенством.

## Вариации и обобщения
- Вариация поворота геодезической подграфика произвольной {\displaystyle L}-липшицевой функции не превосходит {\displaystyle 2\cdot L}.[2]
- Вариация поворота кратчайшей на замкнутой выпуклой поверхности ограничена универсальной константой.[3]